# Ulrik Wilbek
Ulrik Wilbek (Túnez, Túnez, 13 de abril de 1958) es un entrenador danés de balonmano. Entre sus méritos, se encuentra el haber entrenado tanto a la selección femenina como la masculina de Dinamarca. Con la selección femenina logró alzarse con la triple corona: oro en los Juegos Olímpicos de Atlanta 1996, en el Mundial de Alemania 1997 y en los Europeos de Alemania 1994 y Dinamarca 1996. Solo otros dos entrenadores han logrado tal registro en el balonmano mundial: Claude Onesta y Vladímir Maksímov, ambos con selecciones masculinas.
Casado con la exbalonmanista Susanne Munk Wilbek, fue nombrado Entrenador del Año en 2011 por la Federación Internacional de Balonmano.
Tras el Campeonato de Europa de 2014  disputado precisamente en Dinamarca , dejó su cargo como seleccionador nacional pasando a ser el director deportivo de la Federación danesa de balonmano.

## Trayectoria
Entrenador
- Viborg HK (1988-1991)
- Selección femenina de Dinamarca (1991-1998)
- Viborg HK (1998-2005)
- Selección masculina de Dinamarca (2005-2014)